# Blastobasis grenadensis
Blastobasis grenadensis é uma espécie de mariposa do gênero Blastobasis pertencente à família Coleophoridae.